# Strachey Stump
Der Strachey Stump ist ein 1630 m hoher Berg mit abgeflachtem Gipfel im ostantarktischen Coatsland. In den Read Mountains der Shackleton Range ragt er 8 km nordöstlich des Mount Wegener auf.
Die United States Navy erstellte 1967 erste Luftaufnahmen von diesem Berg. Der British Antarctic Survey nahm zwischen 1967 und 1971 Vermessungen vor. Das UK Antarctic Place-Names Committee benannte ihn 1972 nach dem britischen Geologen John Strachey (1671–1743), auf den einer der ersten Ansätze der Erstellung geologischer Profile zurückgeht.